# ソマリア

ソマリア連邦共和国
Jamhuuriyadda Federaalka Soomaaliya
（ソマリ語）
جمهورية الصومال الفدرالية
（アラビア語）

国の標語：なし
国歌：Qolobaa Calanked（ソマリ語）
祖国を賛美せよ

データには原則としてソマリランドを含む。
注1 : 2012年制定の暫定憲法より
注2 : ソマリア北部は、1960年6月26日にイギリスから独立し、ソマリア南部は、1960年7月1日にイタリアから独立し、同時に両者は合併してソマリア共和国となった。

ソマリアは、東アフリカのアフリカの角と呼ばれる地域を領域とする国家。エチオピア、ケニアおよびジブチと国境を接し、インド洋とアデン湾に面する。現在の正式国名はソマリア連邦共和国（ソマリアれんぽうきょうわこく）である。
1960年にイギリス領ソマリランドが独立し、その数日後にイタリア信託統治領ソマリアと統合する形で誕生した。独立の数年後にクーデターで長く独裁大統領が支配することとなったが、国内の各地で軍閥が発生して独裁大統領政権が倒され、1991年勃発の内戦により国土は分断され、事実上の無政府状態が続いた。
2012年に正式な連邦政府が成立したが、1991年に北西部で独立宣言したソマリランドは連邦政府に加盟するつもりが全くなく、1998年に誕生した北東部の連邦構成国プントランドは連邦政府の指示に従うつもりがほとんどなく、南部は外国軍の支援でかろうじて支配している都市部を除いて、ほとんどがアル・シャバブに支配されている状況である。
連邦の構成国としては、北東部のプントランド、中部のガルムドゥグ、南部の南西ソマリア、最南のジュバランドなどがあるが、プントランドを除いて脆弱な政権であり、また、連邦政府に必ずしも従順ではない。

## 地理

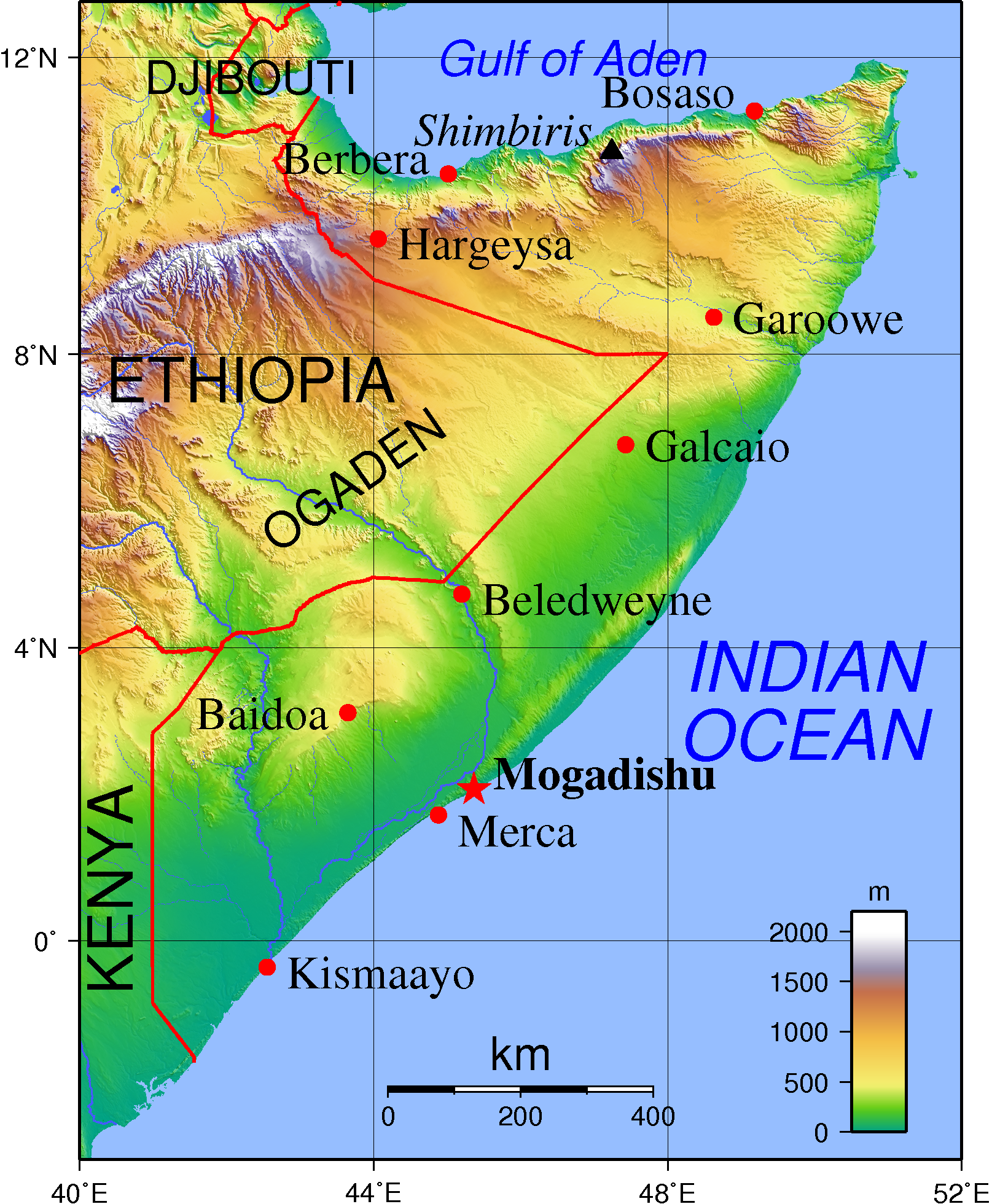
地形図

沿岸部は高温多湿だが、内陸は砂漠である。アデン湾に沿って、グバンと呼ばれる幅2 - 12キロの海岸平野がある。北部に最高地点のシンビリス山（標高2,416メートル）がある。降雨量はきわめて少なく、エチオピア高原からインド洋沿岸のキスマユへ流れるジュバ川、同じくモガディシュへ至るシェベリ川以外に四季を通して水の流れる川はない。

## 名称
「ソマリア」は民族名を表す「ソマリ」とラテン語で国を意味する接尾辞 -iaが組み合わさった言葉である。英語などで国を意味する -landと組み合わせた「ソマリランド」も同じ意味の語である。
「ソマリ」は昔はサマーレと言った。その語源は明らかではないが、「行く」を意味するソマリ語sooと、「ミルク」を意味するソマリ語maalの組み合わせであるという説がある。別の説では、「裕福」を意味するアラビア語zāwamāl から転じた、豊かな家畜を意味する語とされる。「ソマリ」が文献に登場するのは、西の隣国エチオピアが15世紀初頭にソマリ軍（イファト・スルタン国）を撃退した時に皇帝が作らせた勝利の讃美歌の中である。国民・形容詞ともSomaliの語が使われ、Somalianという言い方はソマリ人にあまり好まれない。
独立後の国名の変遷は次の通りである。
- 1960年 - 1969年、ソマリア共和国
- 1969年 - 1991年、ソマリア民主共和国
- 1991年 - 2012年、ソマリア共和国（国際的には正式承認されず）
- 2012年 - ソマリア連邦共和国

日本ではソマリアの国名を「ソマリア民主共和国（Somali Democratic Republic）」とする場合が多かったが、これはバーレ政権下で使われていた古い名称である。その後の暫定政府は「ソマリア共和国（Republic of Somalia）」を国名としていたが、この政府自体が正式な国際的承認を得ていなかったため、公式国名とは見なされていなかった。
現在の正式名称はソマリ語で「Jamhuuriyadda Federaalka Soomaaliya」。アラビア語で「جمهورية الصومال الفدرالية」、英語で「Federal Republic of Somalia」である。日本語の表記は「ソマリア連邦共和国」。2012年8月、暫定政権の統治終了を受けて改称された。連邦の名が示す通り、独立性の強いいくつかの小国家の連合体である。

## 政治

2017年時点のソマリア/ソマリランドの情勢。南部の灰色部分がアル・シャバブの勢力範囲だが、この図のように明確に区切られているわけではなく、都市部をソマリア政府またはアフリカ連合軍が、小さな町村や街道をアル・シャバブが押さえている状況である。

### 中央
2009年4月18日、暫定議会は全会一致でイスラム法の導入を決定し、現在の憲法でも明記されている。
連邦政府は汚職がひどく、2023年の腐敗認識指数でも世界180カ国中の最下位だった。
連邦構成国代表の議員によって議会が構成され、議会が大統領を選出し、大統領が首相を、首相が各大臣を任命する。議員の選出方法は連邦構成国に任されている。

### 地方

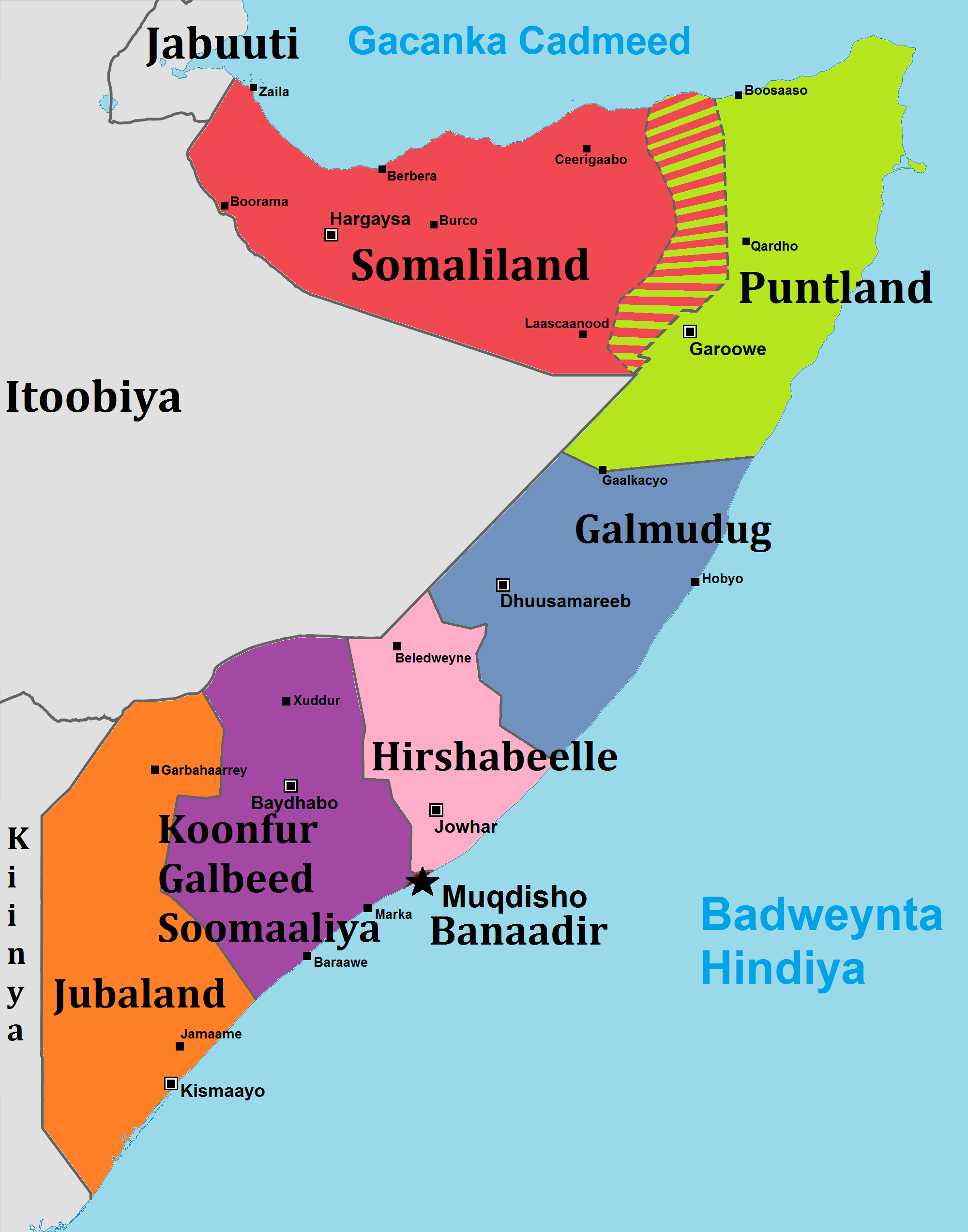
ソマリアの構成体

2012年のソマリア連邦政府の成立で、ソマリア内戦に参加していたほとんどの軍閥の休戦が一応成立した。しかし南部では、主要都市を除いて、内戦をきっかけに誕生したイスラーム反政府勢力アル・シャバブの力が強い。
2012年の連邦制施行後、ソマリアは構成国（Federal Member States (FMS)、自治国、自治州とも訳される）と首都地域の連邦構成体から成る。
ソマリランドは連邦に加盟していない。ソマリア連邦議会の「ソマリランド代表」の選出はソマリアの首都モガディシュで行われており、ソマリランド政府の承認を受けた議員ではない。
- ソマリランド - 1991年成立、独立宣言。ソマリア連邦に非加盟。
- プントランド - 1998年成立、独立宣言。2004年以降はソマリア政府に比較的協力的。
- ガルムドゥグ - 2006年成立。
- ジュバランド - 2013年成立。ソマリア独立前からある名称で、この名を冠する自治政府がたびたび現れたが、現政権は2011年のケニア軍のソマリア侵攻をきっかけに作られた。
- 南西ソマリア - 2014年成立。
- ヒーシェベリ - 2016年成立。
- バナディール首都地域 - 2017年成立。

内戦前は地域（州, gobol）がいくつかの地区（県, Degma）に分かれている構造だった。現在は、構成国の中にいくつかの地域がある状態である。ただしムドゥグ地域のように南北で別の構成国に分けられた地域もあり、構成国の境界は必ずしも地域の境界とは一致していない。
2012年の連邦憲法によると、連邦構成国になるには、連邦議会の人民院（House of the People）の承認が必要である。また、連邦構成国は2つ以上の地域を持つ必要があるとされている。2024年10月にソマリランド東部の地域がSSC-チャツモとしてソマリランドからの離脱を宣言し、2023年2月には連邦政府に暫定承認されたが、複数の地域を有しておらずマーヒルとの統合が必要だとされて正式承認はされていない。

### 主要都市

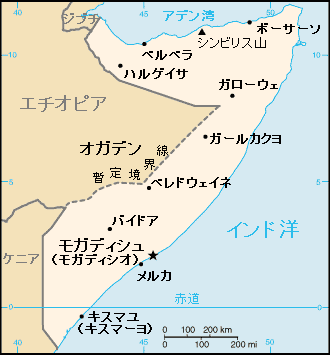
ソマリアの地図

首都モガディシュが200万人以上と極めて大きい。続いて人口順（2024年）でハルゲイサ、ベルベラ、キスマヨ、マルカとなる。ただしハルゲイサとベルベラはソマリランドが支配しているためソマリア暫定政府の統治下ではない。

### 治安
ソマリアでは1991年のバレ政権崩壊後、無政府に近い状態が続いており、現在は無政府状態は脱したものの、特に南部ではイスラーム反政府勢力の活動が盛んである。ソマリアは世界で最も治安が悪い国と言える。武装しないと外出できず、武装しても命の危険がある状態である。日本外務省、オーストラリア政府、アメリカ政府ともに渡航はやめ、退避するよう自国民に呼びかけている。

### 海賊行為の多発
ソマリア沖の海賊は、元々は内戦に乗じて地元漁民の意向を無視して操業する外国のトロール船への抗議行動だったと言われている。年と共にそれが一種の「産業」として発達し、2009年から2011年にかけては年間200件もの海賊行為が発生した。しかし外国船が護衛艦を付けるようになったため減少し、2020年には一旦ゼロとなった。しかし2023年11月に再発し、2024年6月の時点で累計30件以上となっている。

## 国際関係
隣国のジブチ、エチオピア、ケニアにソマリ人居住地域があり、住民はソマリアと比較的自由に行き来している。そのためこの3国とは歴史的にも関係が深い。また、現在は国内の治安維持の多くをアフリカ連合軍のエチオピア部隊、ケニア部隊に支えられている。
ソマリア内戦から逃れた住民（ディアスポラ）が世界各国に移住し、その住民が今でもソマリア国外からソマリアの親族などを経済的に支援しているため、政治的にも影響力が強い。具体的には、アメリカ合衆国、イギリス、アラブ首長国連邦、スウェーデン、カナダなどに住む。
なお、2025年6月9日、アメリカ合衆国は安全上の理由から、ソマリア国民の入国を事実上禁止した。
経済的には、トルコが2010年頃からインフラ整備も含めて支援している他、エチオピア、カタール、アラブ首長国連邦なども支援している。2018年に中国の一帯一路構想に参加している。
ソマリアは中華人民共和国と国交を持つ一方で、ソマリランドは2020年に中華民国（台湾）と相互に国家承認を行っている（ソマリランドと中華民国の関係）。2025年4月22日、ソマリア民間航空局は「ソマリア政府はアルバニア決議に基づき、一つの中国の原則を遵守している」として、中華民国のパスポートの無効化を国内の航空会社へ通達した。中華民国外交部は29日に抗議声明を発表し、同措置の撤回を求めた。また措置の撤回がなされるまではソマリアおよびソマリランドへの渡航を控えるように呼び掛けている。

### 日本との関係
- 在留日本人数 - 4人（2024年6月現在：外務省在留邦人数統計）[22]
- 在日ソマリア人数 - 34人（2024年6月：法務省登録外国人統計）[23]

## 軍事
ソマリア政府を支える軍事力は、ソマリア政府軍よりもむしろアフリカ連合軍であるAUSSOMが主体である。ただし徐々にソマリア政府軍を訓練して入れ替えることになっており、2022年以降はある程度進んでいる。
ソマリア政府軍は氏族ごとに組織された旅団で構成されており、2022年までに13あり、2022年以降に8つ追加されており、それぞれが1000人ぐらいと推定されている。テロ対策部隊も置かれており、米軍に訓練されたダナブ旅団と呼ばれる部隊が16旅団・2000人以上であり、トルコに訓練されたゴルゴル旅団が2旅団である。

## 経済
世界最貧国の一つであり、内戦で経済は壊滅、崩壊状態であったが、IMFによると2023年度のソマリアの一人当たりGDPは683ドルで、世界195の国家・地域の内183位となっており、徐々に回復している。
ソマリア国外からの個人から個人への送金も多く、CIAによる2023年の推計ではGDPの15.82%を占める。
主産業はバナナを中心とする農業、ラクダ（飼育数世界1位）・羊・ヤギなどの畜産業。主要輸出品はバナナ、家畜、皮革となっている。畜産業の経済に占める比率はGDPの40パーセント、輸出収入の65パーセントに達する。農産品の加工を軸とした小規模な軽工業はGDPの10パーセントに達する。このほか植民地時代から木炭の輸出を行っていたが、アル・シャバブに対する資金源とならないよう2012年に国連安保理より輸出が禁じられており、禁輸措置は2022年現在も継続している。
主要輸入品は原油、石油製品、食料品、機械類など。

### 通貨
通貨はソマリア・シリング（SOS）。アメリカの評論誌『Foreign Policy』によれば、2007年調査時点で世界でもっとも価値の低い通貨トップ5の一つ。為替レートは1ドル＝1387.77ソマリアシリング。
政府発行の紙幣は内戦以後には作られておらず、現在国内では、高額紙幣としては米ドルが、低額紙幣としては内戦前に作られたとされるソマリアシリングが流通している。ただしソマリアシリングの98%は偽造紙幣と見られている。新紙幣を発行するという話も時々出ている。
2004年よりソマリア名義の地金型銀貨が、2010年より地金型金貨が発行されており、これはドイツのバイエルン州造幣局が製造したもので、ゾウが描かれていることからエレファントコインとも呼称される。年間5000枚のみ発行されており、ソマリアで通貨として使用されているわけではない。

### 東アフリカ大旱魃
- 2010年7月20日、国連は南西ソマリアの2地域（下部シェベリ地域、バコール地域）で飢饉が起こっていることを公式に宣言。国連難民高等弁務官事務所（UNHCR）は、難民流出の状況を発表した。それによると、ソマリアからケニアに逃れた難民は今年度前半の6か月で約3万人。2009年同期の4万4,000人から3分の1近く減少した。アデン湾向岸のイエメンへの難民も2009年同期の1万3,000人から6,700人に減少した。事務所の報道官は、減少は安定でなく不安定さを増していると記者会見で語った。
- 2011年11月、国連は、ベイ川、ベクール川、シェベリ川下流の3地域（ベイ地域、バコール地域、下部シェベリ地域）に対する飢饉地域指定を解除した（国連人道問題調整事務所（OCHA）による）。

## 住民

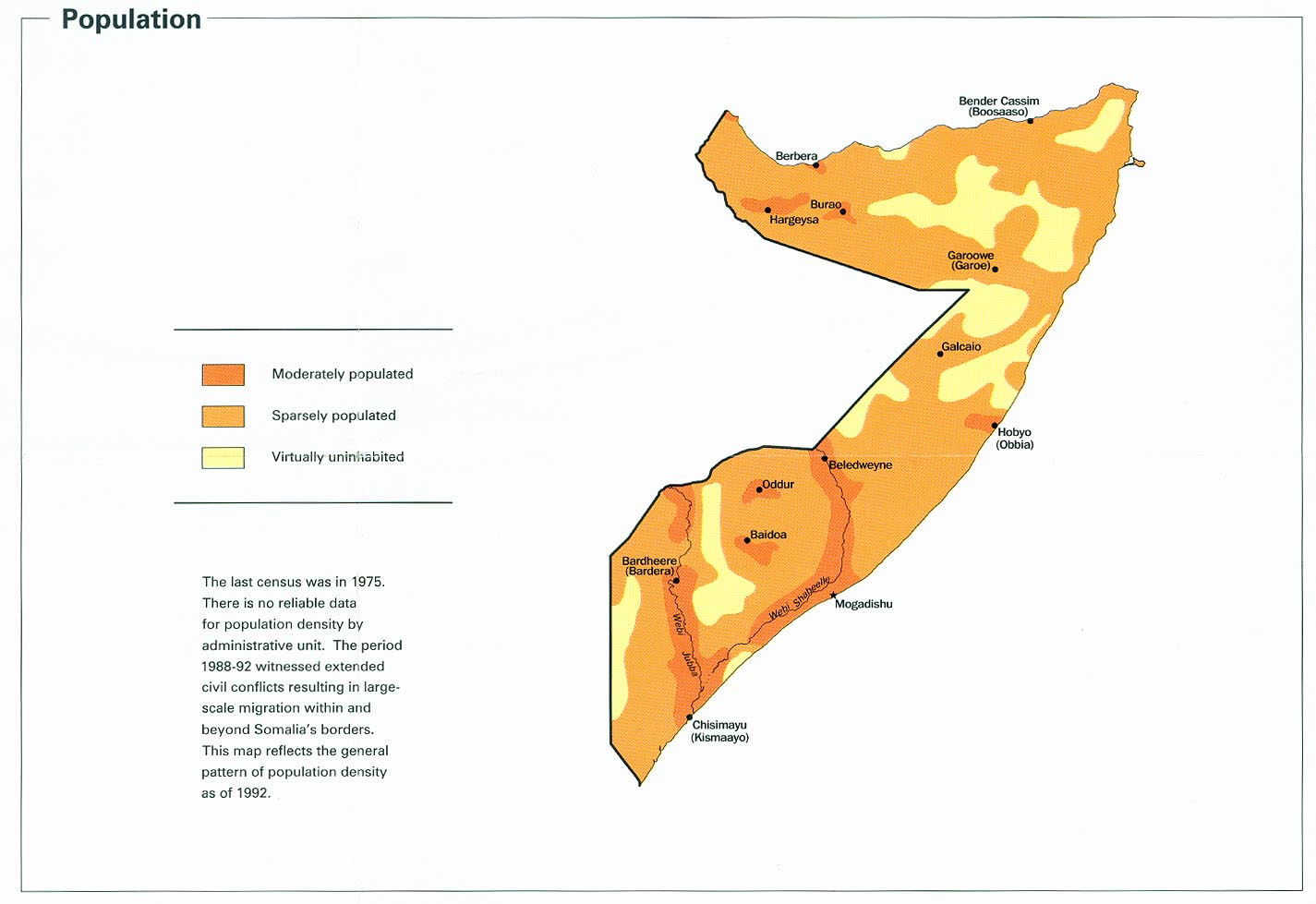
2002年のCIAによるソマリア全土の人口密度

### 民族と人口
| 民族構成（ソマリア、2024年） | 民族構成（ソマリア、2024年） | 民族構成（ソマリア、2024年） | 民族構成（ソマリア、2024年） | 民族構成（ソマリア、2024年） |
| ---------------------------- | ---------------------------- | ---------------------------- | ---------------------------- | ---------------------------- |
|                              |                              |                              |                              |                              |
| ソマリ人                     | ソマリ人                     |                              | 85%                          | 85%                          |
| その他                       | その他                       |                              | 15%                          | 15%                          |

イギリス地名常置委員会からの2024年の発表によると、85パーセントがソマリ人で、残りはバントゥー系民族とアラブ人である。CIAによる2025年の資料では、数値は示されていないが、ソマリ人が大半で、少数のアラブ人、バントゥー系民族などがいるとされている。人口は、CIAによる2025年の資料によれば、1301万7273人である。
ほとんどのソマリ人には所属する氏族がある。基本的には父系の血族集団だが、契約で他の氏族に加入することもできる。氏族の大区分は5つとも6つとも言われる。欧州連合庇護機関の2022年の資料では、ディル、イサック、ダロッド、ハウィエ、ラハンウェインとされている。これにイッサを加えることもある。
1990年代初頭の内戦により、ソマリ人ディアスポラの数が著しく増大することとなった。この際は大挙中東やヨーロッパ、北アメリカなどに逃れた。
ソマリアの都市化に関して信頼性の高い統計情報はほとんど存在しない。しかしながら、荒い推計によればソマリアの都市化率は年間5 - 8パーセントとみなすことができ、多くの町が急速に都市に成長している。2009年の資料によれば人口の34パーセントが町や都市に居住しており、この割合は急速に増加している。

### 言語
ソマリ語はソマリ人の国語であり、少数のマイノリティとも同様に、ほぼすべてのソマリ人によって事実上全土で使用されている。アラビア語は公用語ではあるが第二言語（いわゆる外国語）とされる。ソマリア中南部でラハンウェイン氏族によって話されるマーイ語があるが、ソマリア憲法ではソマリ語の方言とされている。サブサハラアフリカ諸国のほとんどが欧米系言語を公用語として採用しているのに対して、ソマリアは、エチオピアのアムハラ語やタンザニアのスワヒリ語とともに、非欧米系言語の言語が共通語、作業言語として広く機能している国である。少数派言語は存在し、さまざまなスワヒリ語（Barawe）もまた沿岸部一帯でアラブ人によって話され、バントゥー語（Jareer）もまた話される。
多くのソマリ人はアラブのメディアや、宗教教育の遠大な影響によるアラブ世界との緊密な結びつきのため、アラビア語を話す。英語も旧植民地イギリス領ソマリランドであった現ソマリランドで広く用いられ、教えられている。イタリア語はかつて主要言語だったが、現在では内戦と教育の欠如により、流暢に話せるのは第二次世界大戦終結までに生まれた世代の国民に限られる。

### 宗教
イスラム教が国教であり、国民の99パーセントがスンナ派のムスリムである。憲法により、信教の自由はあるが、イスラム教以外の布教は禁止されている。イスラームを棄教しようとすると本人や家族が周囲からいやがらせを受けるとの報告もある。

### 教育
1991年の中央政府の崩壊により、教育システムは私営となっている。初等学校は、内戦前600校だったものが2005年には1,172校に達し、2005年までの3年間で初等学校の入学者は28パーセント増加した。2006年には、北東部のプントランド自治地域はソマリランド地域に続いてソマリアで2番目に無償の初等教育を導入した地域となり、今や教員は給与をプントランド政府から受け取っている。ベナディール大学、ソマリア国立大学、モガディシオ大学、キスマヨ大学、ゲド大学など、ソマリアの8つの大学のうちの機能している5つがソマリア南部に存在し、高等教育を提供している。
2001年の推計によれば、15歳以上の国民の識字率は37.8パーセント（男性：49.7パーセント、女性：25.8パーセント）である。

### 保健
ソマリアはアフリカ全土においてきわめてHIV感染率の低い国家の一つである。これはソマリ社会のムスリムの性質と、ソマリ人のイスラーム的モラルの固守によると考えられている。1987年（観測初年度）に推定されたソマリアのHIV感染率は成人の1パーセントだったが、2007年になされた推定では内戦にもかかわらず、成人人口の0.5パーセントに過ぎない。2020年のWHOの報告では、0.1パーセント未満とされる。
内戦以降、医療制度は崩壊状態にあり、多くの国民はまともな医療を受けられない状態にあった。2012年に正式政府ができてからは、先進国の支援を受けて医療制度の復興が進められている。特に力が入れられている一つが周産期（妊娠・出産）医療の改善である。
長年に渡り国境なき医師団が活動していたが、職員の殺害・誘拐が相次ぎ、ソマリア国内の各勢力が保護どころか積極的に医師団を攻撃対象にしてきたことも重なり、2013年、国境なき医師団はソマリアからの撤退を決定、1979年以来の22年間の活動に一旦幕を下ろした。2017年に再開された。

### 名前
一般には「個人名・父の名・祖父の名」または「個人名・父の名」のように名乗る。例えばモハメド・ファラー・ハッサンなら、モハメドが個人名、ファラーが父の名、ハッサンが祖父の名である。モハメドの子がフセインと名付けられたら、フセイン・モハメド・ファラーと名乗る。
ただし、ソマリ人の特に上流階級は、子供に平凡な名前を付けることが多く、この原則で名乗ると同名が多くなる。そのため、末尾に通称を付けて名乗るのが一般的である。例えばソマリア内戦のきっかけを作ったモハメド・ファラー・ハッサンは「完璧主義」を意味する通称「アイディード」を付けて、モハメッド・ファラー・アイディードと名乗っていた。
族長などを務めた場合には、名前の前に敬称が付く。例えばアブディカニ・ジャマは、本人アブディカニも、父ジャマも族長だったので、族長を意味する「ガラド」を冠して「ガラド・アブディカニ・ガラド・ジャマ」と呼ばれる。Mr.やMrs.のような一般人に対する敬称は無い。
ソマリ人には西洋的な意味での姓が無いので、女性が結婚しても名乗りが変わることは無い。ただし西洋に暮らすソマリ人の中には、祖父の名（例えばオマル・エルミ・ディホウドならディホウド）を姓のように使う者もあり、その妻は、本名がワリス・アブディ・デュアルであっても祖父の名だけ夫の祖父名を借りてワリス・アブディ・ディホウドと名乗る場合もある。
長男はムハンマド、長女はファドゥマと名付けられることが多く、男の双子には、ハッサンとフセインと名付けられることが多い。

### 婚姻
イスラームの伝統通り、男性は妻を4人まで持つことができる。
婚姻相手は家族同士で決められることが多いが、シャリーアの原則に基づき個人の意思も尊重される。ただし特に女性は家族の意向に逆らうのは難しいとされる。また、家格が釣り合わない相手との婚姻は男女共に家族に敬遠される。法的に結婚できる年齢は18歳（保護者の同意があれば16歳）とされ、両当人の同意無しには結婚できないともされているが、14歳未満で結婚する女性も珍しくない。統計が無いため明確ではないが、駆け落ちも多いとされる。また、離婚は比較的多く、離婚に対する社会の理解もある。また、女性は若く結婚することが多く、15歳までに16.8パーセント、18歳までに35.5パーセントが婚姻経験を持つ。一方で18歳までに結婚経験がある男性は5.6パーセントである。
北部では異なる氏族との婚姻が好ましいとされ、南部では近い氏族との婚姻が好ましいとされることが多い。北部は遊牧民が多いため、親戚関係を広げて水場や放牧地のやりとりを円滑にするためとも言われている。
ソマリア国内では、女子割礼が現在でも行われている。ユニセフの2015年の調査によれば、ソマリアは、ジブチ、エジプト、ギニアと並んで女性の90%が女子割礼を受けている国である。

## 歴史
現在のソマリアは、北西部のソマリランドが事実上の分離独立状態にあるなど、その領域が不明確であるが、この節では1960年の独立の時点で「ソマリア」とされた範囲を中心に記述する。

### 古代社会
ソマリランドの首都ハルゲイサ郊外にあるラース・ゲール遺跡には、紀元前5千年前と見られる洞窟壁画がある。ソマリア北岸にはラース・ゲール遺跡以外にもいくつかの壁画遺跡が残されている。

### プント国
紀元前26世紀から紀元前1070年ごろの古代エジプトの文献に登場するプント国の候補地の一つがソマリア北岸である。

### ソマリアのイスラム化と交易

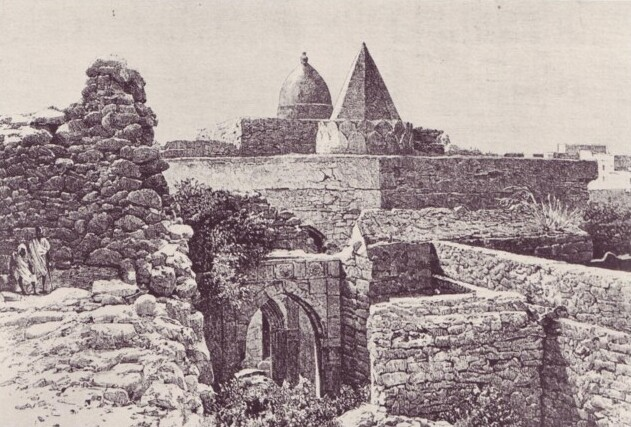
13世紀のファフル・アッディーンモスク

ソマリアはイスラーム発祥の地サウジアラビアに近いこともあって、この教えが早くから伝来していた。9世紀イスラム帝国の地理学者であるヤアクービーの著書の中に、ソマリア北岸にもイスラーム教徒がいたとの記述がある。現在のソマリ人の氏族も、アラブ人の末裔を称するものが多い。

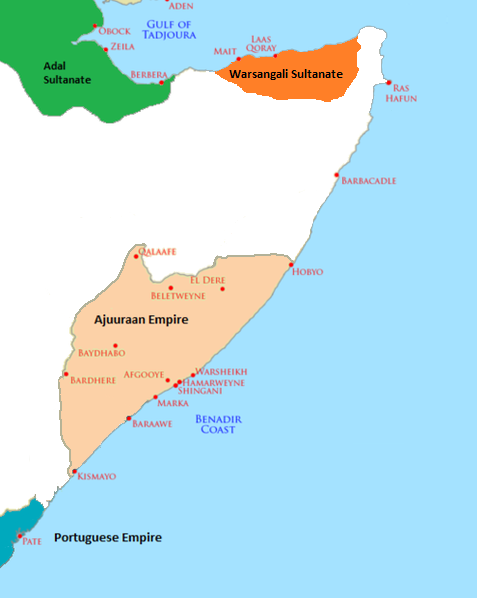
15世紀頃のソマリアのおおよその様子（諸説ある）

13世紀になると、北西部にイファト・スルタン国が誕生し、ゼイラを中心に比較的広い領域を支配した。その後15世紀になってほぼ同じ場所にアダル・スルタン国が誕生した。16世紀になるとアダルの軍司令官が率いる軍がエチオピアに侵攻し、極短期間だが、エチオピアの北半分を支配した。
同じ頃に北東部にワルサンガリ・スルタン国、南部にアジュラーン・スルタン国が誕生した。14世紀の旅行家イブン・バットゥータがゼイラやモガディシュを訪れている。14世紀には明の鄭和もモガディシュに寄港した。15世紀のヴァスコ・ダ・ガマもモガディシュの様子を記している。
16世紀から17世紀になると広い地域を支配していたスルタン国は衰えを見せ始め、一部港湾都市はザンジバルの統治下に置かれながらも徐々に地方分権の時代となった。

### 植民地時代
19世紀後半になると、ヨーロッパ列強によるいわゆるアフリカ分割が始まった。ヨーロッパ各国はソマリアの小領主と個々に同盟を結び、それを発展させて保護領とした。1886年にイギリス領ソマリランド、1889年にイタリア領ソマリランドの領有が宣言された。一方でサイイド・ムハンマド・アブドゥラー・ハッサン率いるダラーウィーシュがイギリス・イタリア更にはエチオピアに対し抵抗を続け、1920年にムハンマドが死去するまで長期的に戦闘を続けた。

イタリア領東アフリカでは、ソマリランド（緑）がエチオピア東部オガデン地域まで統合していた。

1936年にムッソリーニ独裁下のイタリアはエチオピアに侵攻、エチオピア・イタリア領エリトリアを含めてイタリア領東アフリカが成立し、この時エチオピアでソマリ人が多く住んでいたオガデン地域をソマリランドに併合した。第二次世界大戦ではイギリスとイタリアが戦闘状態となり、最終的に1941年春にイギリスがイタリア領東アフリカを占領した。そのためソマリ人居住地域はジブチを除いて一時的に全てイギリスの支配下となった。一方イギリス占領下の1943年にソマリ人の政治団体「ソマリ青年クラブ」（後にソマリ青年同盟＝SYLに改称）がモガディシュにて結成され、ソマリ人居住地域全体の独立運動を起こした。イギリス当局はこれに対し断固とした弾圧政策を取り、1948年1月にはモガディシュで起きたイタリア人殺害事件に対しソマリ人を鎮圧している。

### 独立運動
1950年に旧イタリア領ソマリランド一帯は（10年間の期間限定で）イタリア信託統治領ソマリアとなった。この時オガデン地域の取り扱いが問題となりイギリス領ソマリランドに統合させることも検討されたが、結局1954年にエチオピア領に復帰した。これに対してソマリランドに住むソマリ人の間で強烈なナショナリズムが発生し、イタリア領を合わせた統一ソマリ人国家を望む世論が大きくなった。そのため、元々は別の国になるはずだったところ、急遽、統一国家が作られることになった。このため法整備が不十分な状態で独立したことが、後のソマリア崩壊の原因の一つとされる。

### 独立後
1960年4月にイタリア領とイギリス領のソマリ人代表が統合を宣言すると、旧イタリア領出身のアデン・アブドラ・ウスマンが大統領に旧イギリス領出身のイブラヒム・エガルが首相に就任した。しかしエガルは僅か12日で首相職を解任。同じ旧イタリア出身だったアブディラシッド・アリー・シェルマルケに取って代わられれ、南部に優位な政治が取られるようになった。これに加えて氏族主義や縁故主義に伴う政治腐敗も深刻で、国民の政治不信を招いた。アデン・ウスマン大統領は1967年にシェルマルケに敗れ、代わりにエガルが再度首相に就任したが政治的不安定は深刻になっていった。

### バーレ政権
1969年10月、北部を視察していたシェルマルケ大統領が護衛に暗殺され、その政治空白を衝いてモハメド・シアド・バーレ少将がクーデターで全権を掌握。バーレ大統領は国名をソマリア民主共和国に変更し、1970年10月にはソビエト連邦（現ロシア）の援助を見込んで社会主義国家を宣言した。
しかし1974年にエチオピアで革命が起きて親ソ連の社会主義政権が樹立、程無くしてオガデン一帯の分離独立をバーレ政権が支援したことを切っ掛けとして両国の対立が激化し1977年にオガデン戦争が勃発した。この際ソ連がエチオピア支援を鮮明にしたことで、バーレ大統領はソ連の軍事顧問団や技術者を追放。一転してアメリカ合衆国との関係改善に踏み切った。アメリカとの関係は比較的良好で、1980年にはベルベラの空港がスペースシャトルの緊急着陸場として年間4千万ドルでNASAに貸し出されていた。
オガデン戦争が長引くにつれソマリア国民の不満が高まり、ソマリアの各地で氏族集団を主体とした軍閥が誕生し、反政府運動を行ったり互いに対立したりした。

### ソマリア内戦
1988年5月に軍閥ソマリ国民運動が北西の主要都市ハルゲイサを制圧し、1991年6月には「ソマリランド共和国」として独立宣言した。
1991年1月、軍閥統一ソマリ会議（USC）が首都を制圧した（バーレ政権崩壊）。首都から逃亡したバーレ（元）大統領の一団は、故郷のゲド地域に拠点を移したが、その途上の町を焼き討ちした。バーレの一団は首都のUSCをたびたび攻撃し、USCも反撃してエチオピア国境を越えた地点にまで軍を送ったことで、ソマリア南部では戦乱が続いた。バーレは1995年に死去したが、バーレの軍閥は徐々に力を失いながらも活動を続けた。
首都を制圧したUSCの事実上のトップは、軍司令官のアイディードだったが、事務トップのアリ・マフディがジブチなどからの同意を取り付けてアイディードの合意なしに大統領職に就いたため、首都でアイディード派とアリ・マフディ派の戦いが発生した。結果、アイディードがアリ・マフディ派を追放。アリ・マフディは国連軍の派遣を要請し、以後アメリカは、休戦を進めつつもアリ・マフディを支援した。1993年、アメリカ軍がアイディードの力を削ごうとしてモガディシュの戦闘が発生し、その損害が甚大だったため1994年にソマリアから撤退。1995年には国連軍も撤退した。USCも内部分裂し、1996年にはアイディードが暗殺されたが、分裂した軍閥はそれぞれ活動を継続した。
1998年7月、ソマリア北東部でプントランドが成立。ただしプントランドは、ソマリアに新政権ができれば参加すると表明した。
2000年5月、ジブチの支援を受けてソマリア暫定国民政府が成立した。しかしこの政府には主要な軍閥のいくつかが参加せず、ほとんど機能しなかった。
2004年4月にエチオピアの支援を受けてソマリア暫定連邦政府が成立。この暫定政府が主体となって、正式な政府を目指すこととなった。地方に強い権限を認めた連邦制であり、ソマリランドを除く主要な軍閥のほとんどが参加した。ただし各勢力の対立は色々な形で続いた。

### イスラーム武装勢力の台頭
イスラム法廷会議（ICU）は、元々は宗教裁判を請け負う組織だった。しかし徐々に力を付け、1999年には首都から小規模な軍閥を追放できるほどになっていた。イスラーム国のジブチを背景とするソマリア暫定国民政府には協力する姿勢を見せていたが、エチオピアを背景とするソマリア暫定連邦政府とは対立した。一方、アメリカ合衆国はアメリカ同時多発テロ事件以降、イスラム主義を警戒するようになっており、CIAを中心にイスラム法廷会議の力を削ぐことを画策した。結果、首都モガディシュで軍閥とイスラム法廷会議の対立が深まり、2006年4月にはイスラム法廷会議が首都を制圧、12月にはソマリランドとプントランドを除くソマリアのほぼ全土を掌握した。12月末になるとエチオピア軍が介入し、アメリカ軍も空爆などで協力して、翌年1月にはイスラム法廷会議の支配地域をほぼ制圧した。
2007年、アフリカ連合が平和維持部隊としてAMISOMを派遣。一方で、イスラム法廷会議よりも過激なイスラーム武装勢力アル・シャバブが誕生して2009年半ばにはソマリア南部をほぼ制圧した。AMISOMは方針を平和維持活動からアル・シャバブ討伐に変更し、規模を増強して2012年までにアル・シャバブから主要都市のほとんどを取り戻した。

### 正式政府の成立
2012年8月、暫定政府は暫定憲法を採択し連邦議会を招集。8月20日に暫定政府の統治期間が予定通り終了した。9月、大統領選挙を実施し、ハッサン・シェイク・モハムドが選出された。 2013年4月、IMFがソマリア連邦政府を22年ぶりに承認。これにより、IMFのソマリア支援の道が開けた。その後も2017年、2022年と予定通り大統領選が行われている。
2024年1月、ソマリランドがソマリアに無断でエチオピアに海岸を貸与するとの合意が発表され（2024年エチオピアとソマリランドのMoU署名）、これにソマリア連邦政府が主権を侵すものだとして反発。米国は、1960年のソマリアの領土がソマリア連邦共和国の主権範囲である（つまりソマリランドはソマリアの一部である）と改めて表明。欧州連合もソマリアの主権を支持した。エチオピアは国際的な批判を受けたため、2024年12月、トルコの仲介でソマリアの領土主権を改めて認めることとなった。
2024年11月、ドナルド・トランプがアメリカ大統領に当選。トランプはソマリランドの独立を熱心に支持するティボー・ナジーを国務次官に選び、同じくソマリランドの独立を支持するピーター・ファムも国政に関わらせると見られており、また、トランプ自身もソマリア政府を強く批判していることから、ソマリランド政府は米国がソマリランドを承認する可能性が高いとして期待している。

## 通信と報道

### 報道

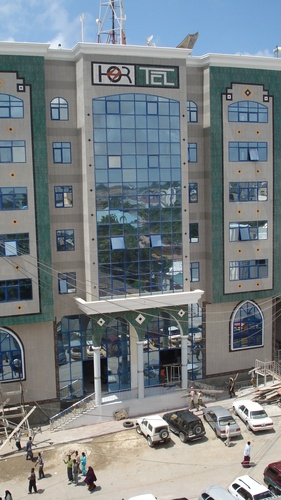
モガディシュのHormuudテレコム

ラジオはソマリアで最も重要なメディアの一つである。モガディシュを拠点とする局が多いが、ガローウェ、ガルカイヨ、ボサソを拠点とする局もある。テレビ局もいくつかある。
2012年にソマリア連邦政府が成立してからは、多数の私営新聞、ラジオ、テレビ局が急速に発達し（モガディシュでは2つのテレビ局が熾烈な競争を行っている）、私営ラジオ局や新聞とともにほぼすべての主要都市に存在する。大きなメディア企業としてはShabelle Media Network、Radio Gaalkacyo、ガローウェ・オンライン傘下のRadio Garoweなどの名が挙げられる。ただしソマリア内戦以後、ラジオやテレビは、買収や恐喝により軍閥やイスラーム武装勢力のプロパガンダに利用され続けてきたため、報道の主体はインターネット新聞社に置き換えられつつある。

### インターネット
ソマリアにおけるインターネットの利用は、2000年から2007年までの間に44,900パーセント増加し（200→120万）、アフリカでもっとも高い成長を記録した。2012年の報道によると、ソマリアには22のインターネットサービスプロバイダが設立されており、年平均15.6パーセント増加の結果234のネットカフェが存在する。2014年の報道では、首都モガディシュで光ファイバー通信網が導入されている。ただしイスラーム反政府勢力アル・シャバブは、その支配地域でインターネットを禁止している。
ソマリアにはアフリカ大陸でもっとも整備された遠距離通信システムが存在し、Golis Telecom Group、Hormuud Telecom、Somafone、Nationlink、Netco、Telecom、Somali Telecom Groupのような複数の企業が明晰なサービスを提供しており、国際長距離電話も月額約10USドルである。ソマリアのダイアルアップインターネット回線はアフリカでもっとも急速に成長しており、地上回線が年平均12.5パーセント以上の成長を遂げ、略奪による深刻な衰退と、銅線ケーブルのコストが国際市場での高騰を経験しているアフリカの角、および東アフリカ地域とのほかの諸国と比較しても大きな発達を遂げた。地上回線の設置に必要な待機期間は、隣国のケニアでは年単位で長期間待たされる一方、ソマリアでは3日間である。ただし、これらは群雄割拠の状態により、通信事業に関する免許といった中央政府による許認可が事実上存在しないことが大きい。

## 交通

### 鉄道
2013年現在、国内に鉄道の存在は確認されていない。植民地時代にはモガディシオ・ヴィラブルッチ鉄道が存在したが独立前に廃線となっている。その後、バーレー政権時代に鉄道再建が計画されたがこれは内戦で実現しなかった。

### 航空
国営のソマリ航空は1991年以降運行停止中である。
2015年にダーロ航空とジュバ航空の2つの航空会社が合併してできたアフリカン・エアウェイズ・アライアンスがある。ただしダーロ航空とジュバ航空のブランドはそのまま使われている。

## 文化

### 料理

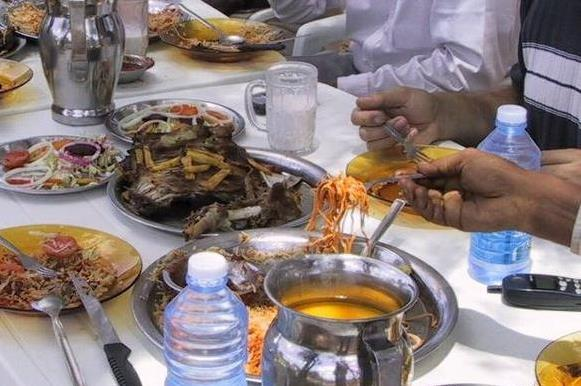
多種多様なソマリア料理

ソマリア料理は地域ごとにさまざまな変化があり、多様な調理法を包括する。ソマリ料理を結びつける一つの作法はハラールの存在である。それゆえ、豚肉料理やアルコールは出されておらず、勝手に死んだものは食べられず、血は含まれない。ソマリ人は夕食を午後6時以降に食べる。ラマダーンの間は、タラウィーの祈りのあとの、時に夜の11時以降に夕食が出される。
Cambuulo はソマリアのもっともポピュラーな料理のひとつであり、国中を通して夕食として享受されている。料理はよく料理された小豆と、バターと砂糖が混ぜられる。digir と呼ばれる豆は、レンジの上に弱火で5時間以上放置され、大変美味である。Barriss（米）とbasto（パスタ）は一般的な食材だが、季節によって独特のフレーバーと多くのスパイスが加えられる。

### 文学

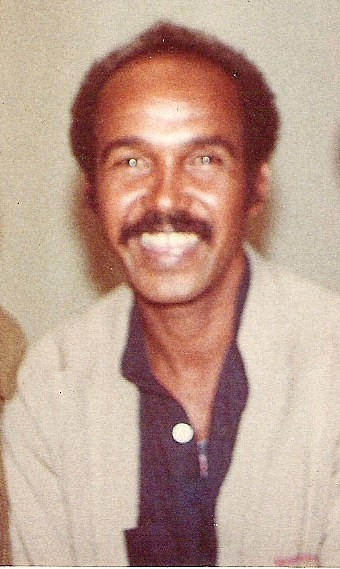
ヌルディン・ファラー。1998年にアフリカ人として2人目にノイシュタット国際文学賞を受賞した。

ソマリアは多くの文学作品を、前世紀のソマリアの知識人によるイスラーム詩やハディースを通して生み出してきた。現代も口承詩が盛んであり、「詩人の国」とも称される。
1973年のラテン文字の採用後には数年間で多くのソマリ人作家が本を出版し、それらは広範な成功を達成した。ヌルディン・ファラーはそのような人物のうちの一人である。『むきだしの針』（1976）や、From a Crooked Rib、Links のような小説は重要な文学的偉業とみなされ、それらは彼の1998年のノイシュタット国際文学賞受賞作品となった。その他の現代の文学者には、アリ・ジマール・アハメッドの名が挙げられる。

### 音楽
ソマリアはほぼまったく単一のエスニック・グループ（ソマリ人）で構成されている数少ないアフリカの国家である。伝統的なWaaberiや、Horseedのようなバンドは国外にも少数の支持者を得ている。その他に、Maryam Mursalはソマリの伝統的な音楽をロック、ボサノヴァ、ヒップ・ホップ、ジャズの影響を受けて融合させた。
大規模なソマリ人のコミュニティが存在するトロントは、不安定なモガディシュからソマリ音楽産業の中心と成り代わっており、ソマリ人のコミュニティはまたロンドン、ミネアポリス、コロンバスにも存在する。ソマリ人離散から生まれたポピュラー音楽家の一人に、トロント出身のラッパー、K'Naanがおり、彼の歌は内戦勃発以降のソマリアの生活の苦闘を語りかけている。

## スポーツ

### サッカー
ソマリア国内でも他のアフリカ諸国同様に、サッカーが圧倒的に1番人気のスポーツとなっており、1961年にサッカーリーグのソマリアリーグが創設された。ソマリアサッカー連盟（SFF）によって構成されるサッカーソマリア代表は、これまでFIFAワールドカップやアフリカネイションズカップには未出場となっている。
著名な選手としてはアユブ・ダウドが挙げられる。ダウドは、5歳の時に家族と共に内戦状態のソマリアからイタリアへと避難し、2000年にユヴェントスのユースチームに加入した。ユースでは際立った活躍を見せ、2009年のボローニャ戦にてセリエAデビューを果たしている。以後、スイスやハンガリーのクラブを渡り歩いたのち2017年に引退した。

## 著名な出身者
- アブドゥルカウィ・アハメド・ユスフ - 国際司法裁判所判事、副所長。
- ザフラ・アブドゥラ - フィンランドの政治家
- イマン・アブドゥルマジド - アメリカ合衆国のモデル
- ワリス・ディリー - 欧州在住のファッションモデル
- アヤーン・ヒルシ・アリ - オランダの政治家、フェミニスト
- ヌルディン・ファラー - 文学者、ノイシュタット国際文学賞受賞作家
- K'Naan  - 自身のアルバム「Troubadour」収録の「Wavin' Flag」が2010年FIFAワールドカップ南アフリカ大会テーマ曲に選ばれたことがある歌手。
- イルハン・オマル - ムスリム女性初のアメリカ合衆国下院議員
- モハメド・ファラー-ソマリア出身の陸上選手